# 媒體伯樂
媒體伯樂集團有限公司（Media Partners International，除牌當時為8072.HK），曾經在香港交易所創業板上市，是在1997年成立，主要經營中國國內地鐵、巴士等交通工具廣告招牌營運。當時的大股東為恆隆集團大股東陳氏家族。
2005年9月21日，公司股權被法國德高貝登集團收購，並在私有化通過後，撤銷上市。公司連同已除牌的媒體世紀併入德高貝登。

## 內幕交易案
在2005年9月，法國德高貝登集團以每股1.15港元收購媒體伯樂股權，里昂資本市場為交易的前財務顧問林嘉輝及方仁宏7月及9月以個人及HSZ的基金名義購入媒體伯樂1,062.6萬股。媒體伯樂股價於收購消息傳出後飆升，方自己及基金圖利共441萬港元，方個人得益近138萬港元。而林的妻子亦購入HSZ的基金，間接圖利6.9萬港元，因而被證監會檢控。
法庭裁定里昂前總監林嘉輝判囚6個月，罰款6.9萬港元；而基金經理方仁宏罪成，判入獄1年，罰款137萬港元。

## 外部連結
- （英文） JCDecaux Hong Kong（页面存档备份，存于）
- （法文） JCDecaux Group（页面存档备份，存于）
- 里昂前總監內幕交易囚半年

1. ↑   (PDF).   [2020-03-15]. 外部链接存在于|title= (帮助)